# Bānzerkah
Bānzerkah (persiska: بانزرگه, Bānzergah, بانزرکه) är en ort i Iran.   Den ligger i provinsen Ilam, i den västra delen av landet, 500 km sydväst om huvudstaden Teheran. Bānzerkah ligger 546 meter över havet och antalet invånare är 180.
Terrängen runt Bānzerkah är kuperad åt nordost, men åt sydväst är den bergig. Runt Bānzerkah är det ganska glesbefolkat, med 36 invånare per kvadratkilometer. Närmaste större samhälle är Poldokhtar, 17,1 km norr om Bānzerkah. Omgivningarna runt Bānzerkah är i huvudsak ett öppet busklandskap.